# NGC 729
NGC 729 في الفهرس العام الجديد، هي مجرة، تقع في كوكبة الكور. اكتشفت بواسطة جون هيرشل.

## روابط خارجية
- NGC 729 على موقع ويكي سكاي: DSS2, SDSS, GALEX, IRAS, Hydrogen α, X-Ray, Astrophoto, Sky Map, Articles and images